# Lori écaillé
Eos squamata
Espèce
Statut de conservation UICN

 LC  : Préoccupation mineure
Statut CITES
Le Lori écaillé (Eos squamata) est une espèce d'oiseau de la famille des Psittacidae. Le nom du genre provient du Grec ancien eōs signifiant « aube ». L'épithète spécifique squamata provient du latin « squamatus » signifiant « squameux ».

## Taxonomie
Le lori écaillé a été décrit par le polymathe français Georges-Louis Leclerc, Comte de Buffon en 1780 dans son Histoire Naturelle des Oiseaux à partir d'exemplaire obtenu sur l'île de Gebe des Îles de Maluku de l'Indonésie de l'est... L'oiseau a aussi été illustré sur la planche peinte à la main et gravée par François-Nicolas Martinet dans Planches Enluminées D'Histoire Naturelle, qui a été produit sous la supervision de Edme-Louis Daubenton pour accompagner le texte de Buffon. Ni le titre de la planche, ni la description de Buffon n'incluaient la dénomination scientifique, mais en 1783 le naturaliste néerlandais Pieter Boddaert a créé le nom binominal Psittacus squamatus dans son catalogue de Planches Enluminées. Le lori écaillé fait partie maintenant du genre Eos qui a été introduit par le naturaliste allemand Johann Georg Wagler en 1832.
Trois sous-espèces sont reconnues :
•  E. s. riciniata (Bechstein, 1811) – Moluques septentrionales;
•  E. s. obiensis Rothschild, 1899 – îles Obi et Bisa (Moluques centrales et septentrionales) ;
•  E. s. squamata (Boddaert, 1783) – îles papouasiennes de l'ouest.

## Description

### Plumage
Le lori écaillé est de 27cm en longueur. Il ressemble beaucoup au perroquet eclectus excepté la couleur de son bec (jaune-orange). Il est principalement rouge et bleu avec un abdomen bleu. Il a aussi des couleurs rouge et noire sur ses ailes et une queue rouge pourpre. Le degré de présence du collier bleu sur son cou varie chez les sous-espèces différentes.

### Cri
Le lori écaillé émet des cris différents selon son activité : lorsqu'il est en vol, il pousse des séries de cris puissants et stridents, répétées à de multiples reprises. Lorsqu'il est posé ou perché, il produit des couinements, parfois courts, parfois composés de trois notes différentes, mais aussi des sifflements et des petits cris stridents répétés.  

### Vol
Le lori vole de façon directe et rapide : Il bat des ailes rapidement, ce qui produit un bruit très audible proche du vrombissement.

## Répartition et habitat
Il vit dans les forêts tropicales humides côtières et forêts de mangrove. On le trouve dans les forêts de collines, mais aussi dans les plantations de cocotiers sur les côtes. Sur les petites îles, le lori stagne près des côtes. Sur les îles plus importantes, on peut le trouver dans les forêts de montagnes, jusqu'à 1200 mètres d'altitude.
Son aire s'étend à travers les Moluques du Nord et îles orientales avoisinantes (Waigeo, Batanta, Kofiau et Misool).

## Comportement
Le lori écaillé se comporte différemment selon sa situation. Lorsqu'il trouve une importante source de nourriture, il se réunit en bande, et est alors bruyant et très peu discret. Les groupes de loris se déplacent entre les îles quotidiennement, de façon courte et rapide.
Lorsqu'il est en couple isolé, le Lori écaillé est beaucoup plus discret, ce qui fait qu'on peut le croire moins abondant dans certaines zones.

### Alimentation
Le lori est végétarien. Il se nourrit de pollen et de nectar de plantes de la famille des palmiers sagos en floraison, de figues fermes ou de nectar d'erythrine.

### Reproduction
Le lori écaillé en captivité pond 2 œufs qu'il couve pendant  27 jours. Son cycle de reproduction, comparé à celui d'autres espèces, est long et dure environ 80 jours.
Très peu d'informations sont disponibles à propos de la reproduction du lori écaillé en milieu naturel.

## Menaces
Le lori écaillé n'est trouvé que dans une zone restreinte, mais n'est pourtant pas menacé d'extinction. L'homme capture environ 3000 spécimens par an, sur une population estimée de 100 000 a 300 000 individus.
Certaines associations recommandent d'établir un quota annuel de capture.

## Galerie

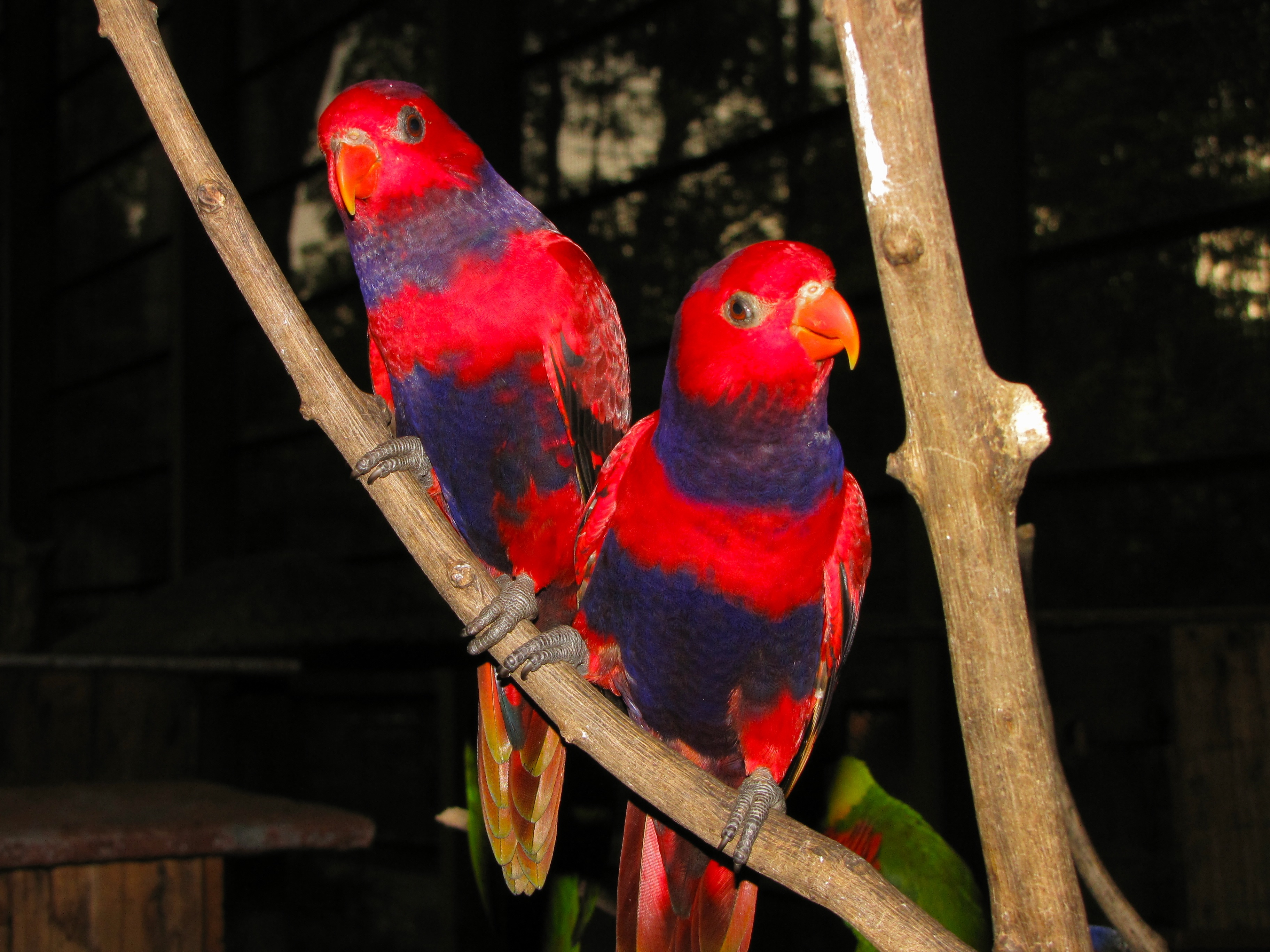
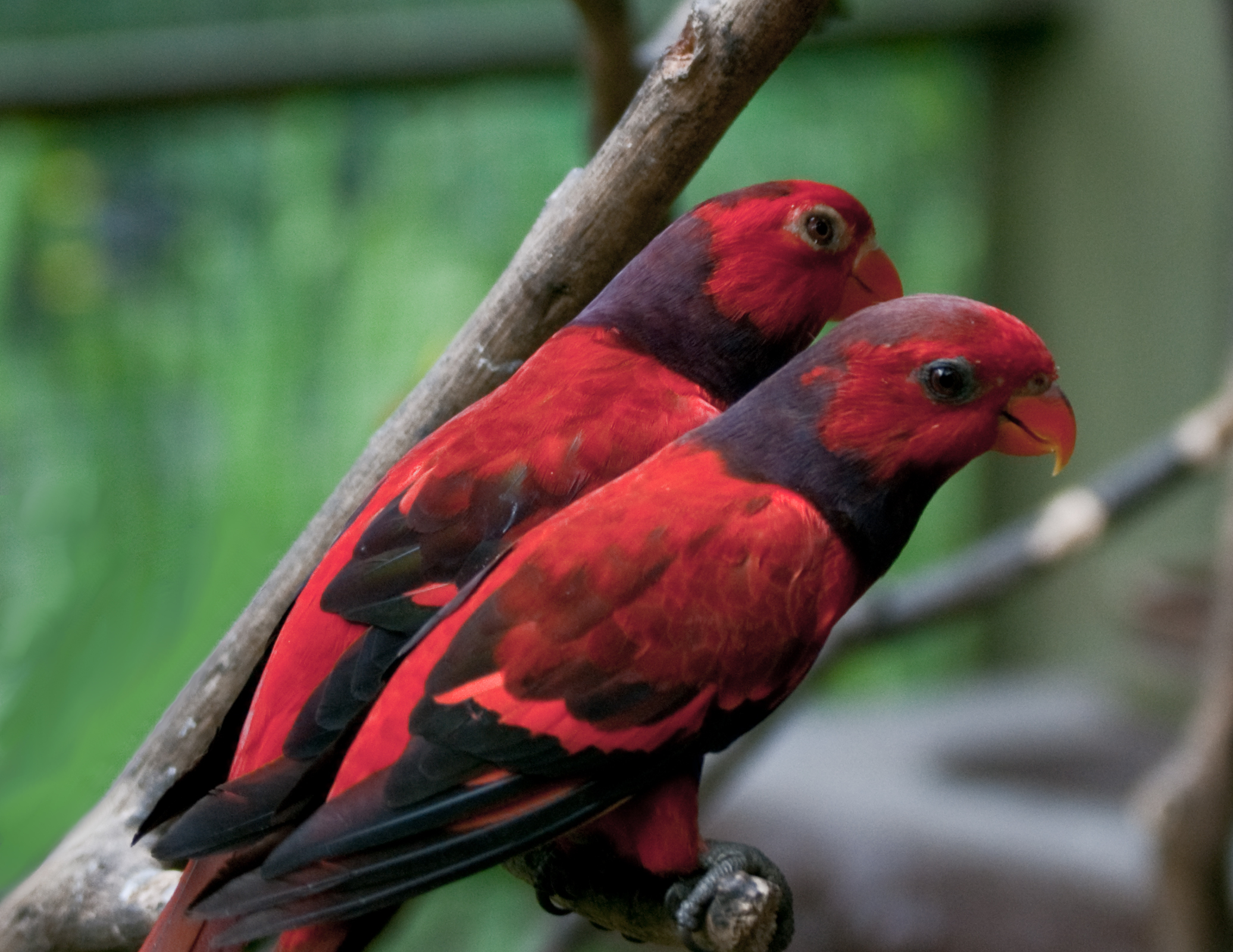
Kuala Lumpur Bird Park
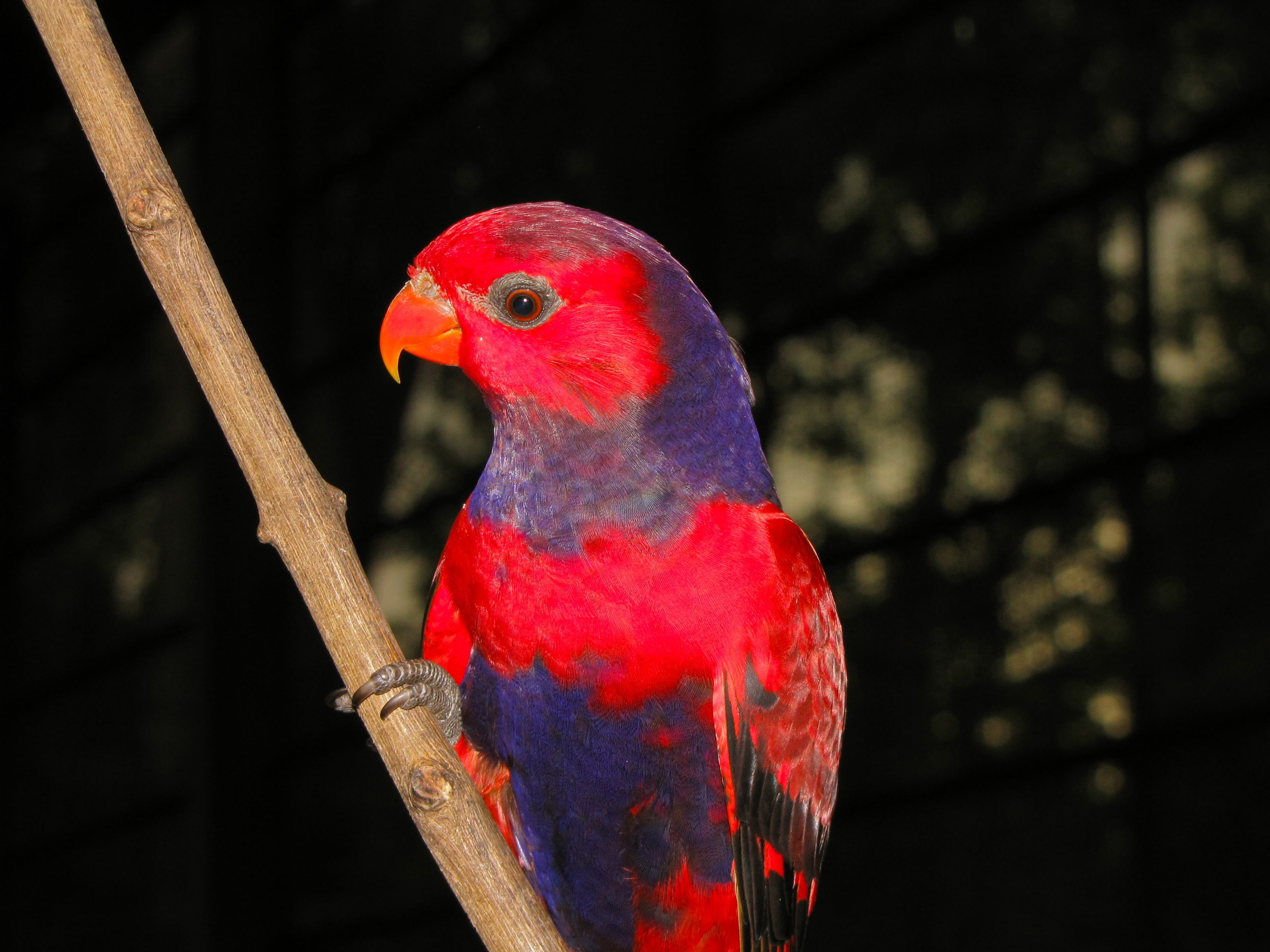